# Carsten Erich Carstens
Carsten Erich Carstens (* 29. Dezember 1810 in Tondern; † 25. November 1899 ebenda) war ein deutscher lutherischer Theologe und Historiker.

## Leben
Carsten Erich Carstens bezog 1832 die Universität Kiel zum Theologiestudium. 1837 bestand er sein theologisches Amtsexamen und kehrte als Diaconus 1840 in seine Heimatstadt zurück. Hauptpastor wie auch Propst wurde er dort dann 1864. In dieser Stellung verweilte bis zum 1. Juli 1884, als er in den Ruhestand trat. 
In der Zeit nach der Pensionierung beschäftigte er sich mit literarischen Studien, so trug er 159 Artikel der Allgemeinen Deutschen Biographie bei. An seinem Werk über die Stadt Tondern hatte er 20 Jahre lang gearbeitet, schließlich wollte er noch eine Schleswig-Holsteinische Biographie veröffentlichen, doch konnte er es nicht vollenden. Die drei Bände handschriftlicher Grundlagen zur Biographie vermachte er der Universitätsbibliothek Kiel.

## Werke
- Die Stadt Tondern. Eine historisch-statistische Monographie (Tondern 1860)
- Geschichte der theologischen Facultät der Christian-Albrechts-Universität (Kiel 1875)